# Isidoro Artico
Isidoro Artico (San Stino di Livenza, 21 giugno 1946) è un ex calciatore italiano, di ruolo centrocampista.

## Caratteristiche tecniche
Alto 173 cm, mezzala sinistra, nel 1966 il giornalista Orazio Francica Nava lo descriveva dotato di «un non fisico eccezionale», di «due gambe robuste, certamente le gambe di un ragazzo abituato a correre», di un «passo piccolo ma svelto, con quel suo tiro secco e folgorante [...]» e di «fiato».

## Carriera

### Gli esordi: Pordenone e Catania
Debuttò col Pordenone in Serie D; poiché il club neroverde aveva «un assetto tattico che non consentiva l'inserimento del ragazzo in squadra», nell'estate del 1964 venne segnalato dai dirigenti friulani all'allenatore del Catania Carmelo Di Bella, che si trovava in ritiro ad Asiago con la squadra siciliana, e che ne richiese l'ingaggio. Fu aggregato alla squadra riserve, e trovò un estimatore nel tecnico Luigi Valsecchi.

Una formazione del Catania 1965-1966: Artico è in accosciato, il terzo da sinistra.

Di Bella lo schierò con parsimonia, facendolo debuttare in Serie A in Catania-Lanerossi Vicenza 1-3 del 19 settembre 1965, in cui fu chiamato a sostituire l'infortunato Giancarlo Magi. Il successivo 24 ottobre segnò la sua prima rete tra i professionisti, al Bologna. Con l'allontanamento di Di Bella e la promozione in prima squadra di Valsecchi, giocò con più regolarità, offendo alcune buone prestazioni per le quali il Corriere dello Sport lo definì «uno dei più efficaci della squadra».

### Le serie minori e il "caso Artico"
La squadra etnea cadde comunque in Serie B al termine della stagione, e la carriera di Artico ad alti livelli non decollò; nel 1967 fu convocato da Helenio Herrera e Ferruccio Valcareggi nella Nazionale sperimentale Under-23 poi, perso il posto da titolare a Catania, proseguì giocando nelle serie minori, dapprima col Savona e col Latina in Serie C, e poi col Lavello e con alcune squadre siciliane (Ragusa, Caltagirone) in campionati semiprofessionistici e dilettantistici.
Nel 1970-1971, nel 1973-1974 e nel 1974-1975 è al Ragusa. Nel 1975-1976 gioca solo la Coppa Italia con i ragusani, poi passa al Caltagirone. Nel 1972-1973 è al Lavello. Nel 1974 è abilitato come allenatore.
Nel 1976 passa allo Scicli. Comparve sulle cronache nazionali nel gennaio 1977, quando venne ricoverato a Ragusa per sospetti trauma cranico e lesioni interne; denunciò di «essere stato aggredito e picchiato da alcuni dirigenti e sostenitori» dello Scicli, squadra di Serie D che lo aveva «escluso dalla rosa dei titolari» e «privato dello stipendio per cinque mesi». A questo avvenimento fece seguito il primo caso in Italia di sciopero totale di calciatori, quelli del girone I di Serie D, che per solidarietà si astennero dallo scendere in campo per una giornata; la sua causa fu perorata dall'Associazione Italiana Calciatori nel contesto di un dibattito relativo ai vantaggi e agli svantaggi dei vincoli tra giocatore e club e all'ambiguità del ruolo di semiprofessionista.

## Statistiche

### Presenze e reti nei club
| Stagione        | Squadra         | Campionato      | Campionato | Campionato | Coppe nazionali | Coppe nazionali | Coppe nazionali | Totale | Totale |
| Stagione        | Squadra         | Comp            | Pres       | Reti       | Comp            | Pres            | Reti            | Pres   | Reti   |
| --------------- | --------------- | --------------- | ---------- | ---------- | --------------- | --------------- | --------------- | ------ | ------ |
| 1963-1964       | Pordenone       | IV              | ?          | ?          | –               | –               | –               | ?      | ?      |
| 1964-1965       | Catania         | A               | –          | –          | CI              | –               | –               | 0      | 0      |
| 1965-1966       | Catania         | A               | 16         | 1          | CI              | 1+              | 0               | 17+    | 1+     |
| 1966-1967       | Catania         | B               | 7          | 1          | CI              | 1               | 0               | 8      | 1      |
| 1967-1968       | Catania         | B               | 4          | 0          | CI              | –               | –               | 4      | 0      |
| Totale Catania  | Totale Catania  | Totale Catania  | 27         | 2          | –               | 2+              | 0               | 29+    | 2+     |
| 1968-1969       | Savona          | C               | 27         | 5          | –               | –               | –               | 27     | 5      |
| 1969-1970       | Latina          | C               | 5          | 0          | –               | –               | –               | 5      | 0      |
| 1970-1971       | Ragusa          | D               | 23         | 4          | –               | –               | –               | 23     | 4      |
| 1972-1973       | Lavello         | D               | ?          | ?          | –               | –               | –               | ?      | ?      |
| 1973-1974       | Ragusa          | D               | 31         | 5          | –               | –               | –               | 31     | 5      |
| 1974-1975       | Ragusa          | D               | 27         | 8          | –               | –               | –               | 27     | 8      |
| 1975-1976       | Ragusa          | D               | 0          | 0          | CIS             | 4               | 0               | 4      | 0      |
| Totale Ragusa   | Totale Ragusa   | Totale Ragusa   | 81         | 17         | –               | 4               | 0               | 85     | 17     |
| set. 1975       | Caltagirone     | D               | ?          | ?          | –               | –               | –               | ?      | ?      |
| 1976-1977       | Scicli          | D               | ?          | ?          | –               | –               | –               | ?      | ?      |
| Totale carriera | Totale carriera | Totale carriera | 140+       | 24+        | –               | 6+              | 0               | 146+   | 24+    |